# Битва у Периториона
Битва у Периториона, также известна как Битва у Перитора, — состоявшееся 7 июля 1345 года сражение между войском полунезависимого правителя княжества в Родопа и Меропе Момчила и византийско-турецким войском под руководством Иоанна VI Кантакузина и Умур-бея у стен города Периторион (болг.), окончившееся победой союзников и гибелью Момчила.

## Предыстория
С 1341 года в Византийской империи разразилась гражданская война между близким другом умершего императора Андроника III и регентом Иоанном Кантакузином и окружением малолетнего сына покойного Иоанна V. В ходе конфликта обе стороны активно использовали помощь соседних государств (Сербия, Болгария, малоазийские бейлики).
Во Фракии одновременно действовали войска Кантакузина, константинопольского правительства, царя Болгарии Ивана Александра, турецких эмиров и независимого болгарского властителя Момчила. Последний некогда был изгнан Иваном Александром из Болгарии, побывал в Сербии, а затем утвердился на границе между Болгарией и Византией в области Меропа (с запада от реки Нестос до окрестностей грода Комотини.), где набрал пятитысячное войско из болгар.
Зимой 1343/44 г. Кантакузин сумел перетянуть Момчила на свою сторону и отдал ему в управление обширную область в Родопах. Алексей Апокавк сумел склонить его к разрыву, даровав Момчилу титул деспота.
В начале 1344 г. Кантакузин получил подкрепление в виде 3-тысячного отряда турок из эмирата Айдын, с помощью которых принудил Ивана Александра заключить мир и отбросил силы Апокавка от Дидимотики. Момчил перешёл на сторону победителя, получив титул севастократора. Фактически он быв независимым правителем, который активно расширял свои владения, включив в их состав Ксанфию и Анастасиополь.
С лета 1344 по лето 1345 г. Кантакузин подчинил большую часть Фракии. С приходом Умура у Иоанна V остались Константинополь с округой, города Энос и Гексамилий, полуостров Галлиполи и Фессалоника. Кантакузин отказался от осады столицы империи, решив начать борьбу за Македонию. Но прежде чем уйти из Фракии, было решено покончить с Момчилом.

## Сражение
Две армии встретились 7 июля. Правым флангом византийцев командовал Умур, левым — византийский аристократ Иоанн Асень (брат императрицы Ирины Асень и сын наместника Мореи Андроника Асеня)
Момчил пытался отступить за стены Перитора, но горожане закрыли ворота. Само сражение было яростным.
Битва завершилась победой византийско-турецкого войска и смертью Момчила.

## Последствия
В августе Кантакузин и Умур двинулись против сербов, осаждавших Серры. В войсках союзников находился и отряд Сулеймана — сына эмира Сарухана Сарухан-бея. Но на пути к Серрам Сулейман неожиданно умер. Опасаясь осложнений в отношениях с эмиром Сарухана и получив весть о новом походе коалиции западноевропейских войск против него, Умур ушел в Азию и более уже не приходил на помощь Кантакузину. Кантакузин вернулся в Дидимотику.
Власть Византии над Меропой был восстановлена, но через несколько лет турки-османы захватили регион в рамках более масштабного завоевания Балкан.

## Sources
- Fine John van A., Jr. The Late Medieval Balkans : A Critical Survey from the Late Twelfth Century to the Ottoman Conquest (англ.). — Ann Arbor: University of Michigan Press, 1994. — XVI, 683 [4] p. — ISBN 04-720-8260-4. — ISBN 978-0-472-08260-5. — ISBN 04-721-0079-3. — ISBN 978-0-472-10079-8.

- История Византии. Том 3